# Municipio de Casey (Dakota del Norte)
El municipio de Casey (en inglés: Casey Township) es un municipio ubicado en el condado de Ransom en el estado estadounidense de Dakota del Norte. En el año 2010 tenía una población de 90 habitantes y una densidad poblacional de 0,96 personas por km².

## Geografía
El municipio de Casey se encuentra ubicado en las coordenadas 46°29′35″N 97°36′19″O / 46.49306, -97.60528. Según la Oficina del Censo de los Estados Unidos, el municipio tiene una superficie total de 94.08 km², de la cual 94 km² corresponden a tierra firme y (0,09 %) 0,08 km² es agua.

## Demografía
Según el censo de 2010, había 90 personas residiendo en el municipio de Casey. La densidad de población era de 0,96 hab./km². De los 90 habitantes, el municipio de Casey estaba compuesto por el 96,67 % blancos, el 1,11 % eran afroamericanos y el 2,22 % eran de una mezcla de razas. Del total de la población el 1,11 % eran hispanos o latinos de cualquier raza.